# 마저리 스톤먼 더글러스 고등학교 총기 난사 사건
2018년 2월 14일 플로리다주 파클랜드의 마저리 스톤먼 더글러스 고등학교에서 총기 난사 사건이 발생해 17명이 숨지고 17명이 다쳤다. 이후 총격범은 다른 학생들과 어울리며 도보로 현장을 빠져나간 것으로 알려졌다. 이후 19세의 니콜라스 크루즈로 밝혀진 용의자는 약 1시간 후 인근 코랄 스프링스에서 무사고로 체포되었고, 그 후 17건의 계획적인 살인 혐의와 17건의 살인미수 혐의로 기소되었다. 경찰과 검찰은 범행 동기를 제시하지 않고 '징계 문제 패턴과 불안스러운 행동'을 수사하고 있다.
이번 총기 난사 사건은 1999년 4월 콜로라도에서 발생한 가해자들을 포함해 15명이 숨진 컬럼바인 고등학교 총기 난사 사건을 능가하는 미국 역사상 가장 치명적인 사건이다. 이번 총격은 2017년 10월과 11월 네바다주 파라다이스와 서덜랜드 스프링스에서 총기 규제에 대한 대중의 지지가 높아진 시기에 발생했다.
총격 사건 이후 파크랜드의 많은 학생들은 총기 규제 로비 단체인 네버 어게인 MSD를 설립했다. 3월 9일, 주지사 릭 스콧은 플로리다의 총기법에 새로운 제한을 시행하는 법안에 서명했고, 적절한 훈련을 받은 교사들의 무장 및 학교 자원 담당자들의 고용도 허용했다.

총격 사건 이후, 브라우어드 카운티 보안관실은 경찰 대응에 대처한 것에 대해 광범위한 비판을 받았고, 대부분의 비난은 크루즈의 오랜 위협적인 행동에도 불구하고 법적으로 화기를 구입할 수 있는 허점을 다루지 않았다. 이스라엘의 대리인단은 또한 학교 밖에 남아 총기 난사범을 즉시 상대하지 않는다는 비난을 받았다. 이로 인해 현장에 출동한 경찰관 몇 명이 사임하고, 론 드산티스 신임 주지사가 이스라엘을 정직시켰다. 당시 스콧 주지사가 총격을 조사하기 위해 임명했던 위원회는 경찰의 활동을 규탄하고 주 전역의 학군들이 보다 강력한 보안 조치를 채택할 것을 촉구했다.

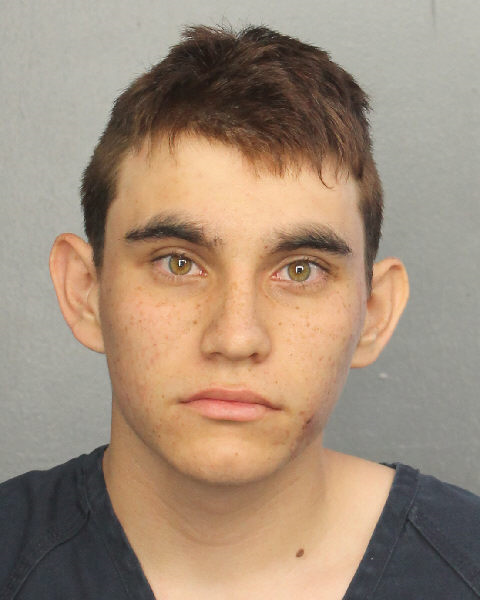
니컬러스 크루즈

## 같이 보기
- March for Our Lives

## 메모
1. ↑  코랄 스프링스 윈덤 레이크스 드라이브 4700블록이다.[1]
2. ↑  14명의 학생과 3명의 직원